# 亨利四十五世 (罗伊斯-施莱茨)
亨利四十五世（德語：Heinrich XLV，1895年5月13日—1945年？），罗伊斯幼系亲王世子，出生于埃伯斯多夫。
亨利四十五世是亨利二十七世与霍亨洛厄-朗根堡的愛麗絲的第三子，1928年繼承父親為羅伊斯家族首領。1945年失踪，未婚，没有子嗣，1962年宣布死讯。继承权转移到罗伊斯-科斯特利茨系的亨利四世。